# 동부로 (거제시)
동부로(Dongbu-ro)는 대한민국의 경상남도 거제시 동부면 중심부를 연결하는 도로이다.

## 노선 경로
- 거제남서로와 직결
- 삼거리 명칭 미상 - 거제남서로
- 연담삼거리 - 거제중앙로
- 거제중앙로와 직결

## 주요 건물 및 시설
- 거제동부초등학교 - 경상남도 거제시 동부면 동부로 27